# Seniorat bratysławski

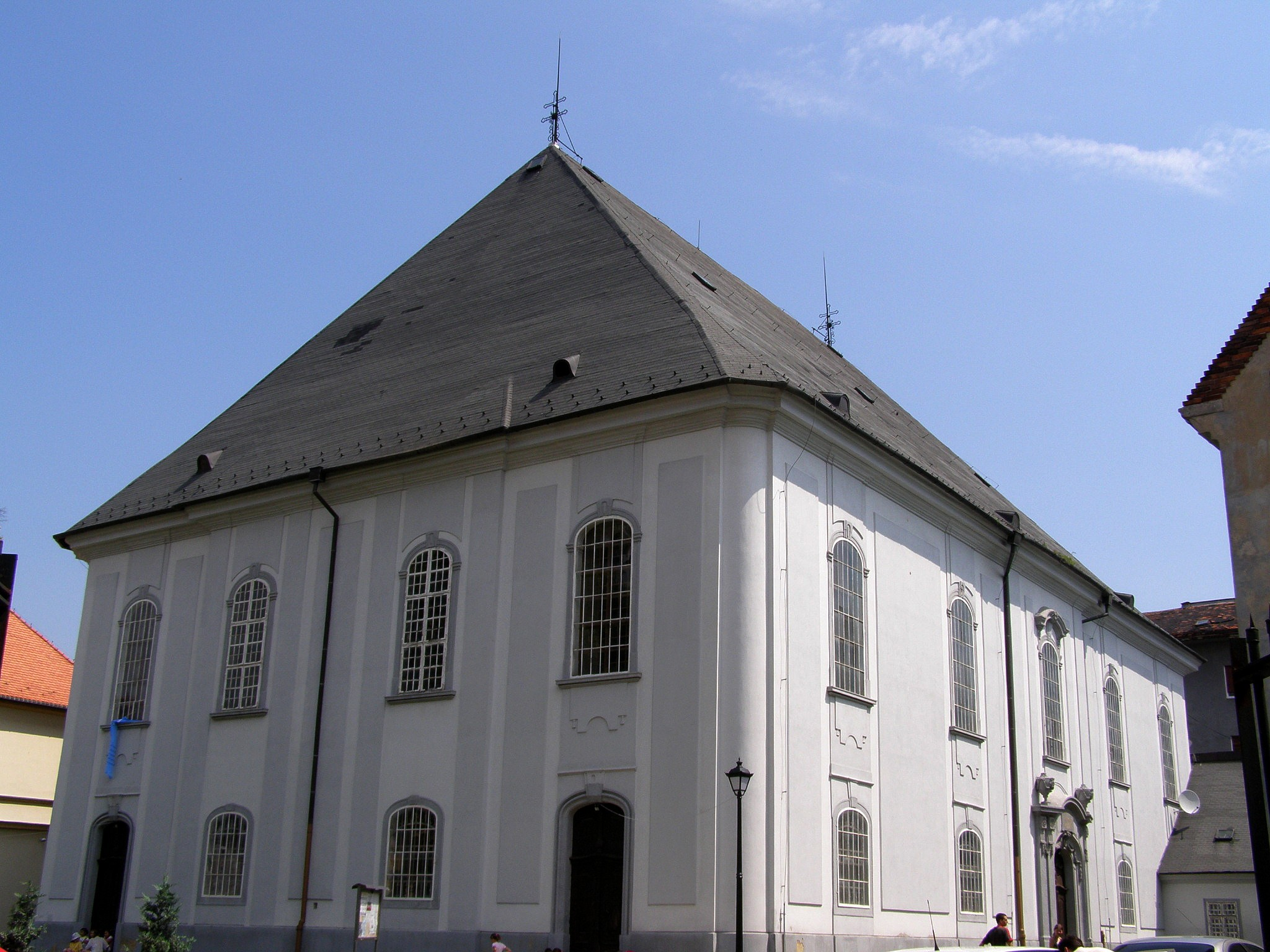
Wielki Kościół w Bratysławie

Seniorat bratysławski (słow. Bratislavský seniorát) – jeden z senioratów Dystryktu Zachodniego  Ewangelickiego Kościoła Augsburskiego Wyznania na Słowacji z siedzibą w Modrej-Kráľovej. Na seniorat składa się 29 zborów z 23.692 członkami.
W jego skład wchodzą zbory: Bratysława Dúbravka, Bratysława Legionárska, Bratysława-Petržalka, Bratysława-Prievoz, Bratysława-Rača, Bratysława Stare Miasto, Dolné Saliby, Dunajská Lužná, Dunajská Streda, Galanta, Hlohovec, Horné Saliby, Horné Zelenice, Limbach, Modra, Modra-Kráľová, Pezinok, Pezinok-Grinava, Pieszczany, Pusté Úľany, Senec, Sládkovičovo, Svätý Jur, Šamorín, Trnawa, Veľké Leváre, Veľké Úľany-Jelka, Veľký Grob-Čataj, Vrbové.